# Hamburg-Moorfleet
Moorfleet is een stadsdeel in het district Bergedorf van de stad Hamburg in Duitsland. Het maakt deel uit van de Marschlande, een vochtig en eerder dunbevolkt gebied van de stad. Het ligt wel in de nabijheid van de oostelijke uitlopers van de industrigebieden van de Haven van Hamburg

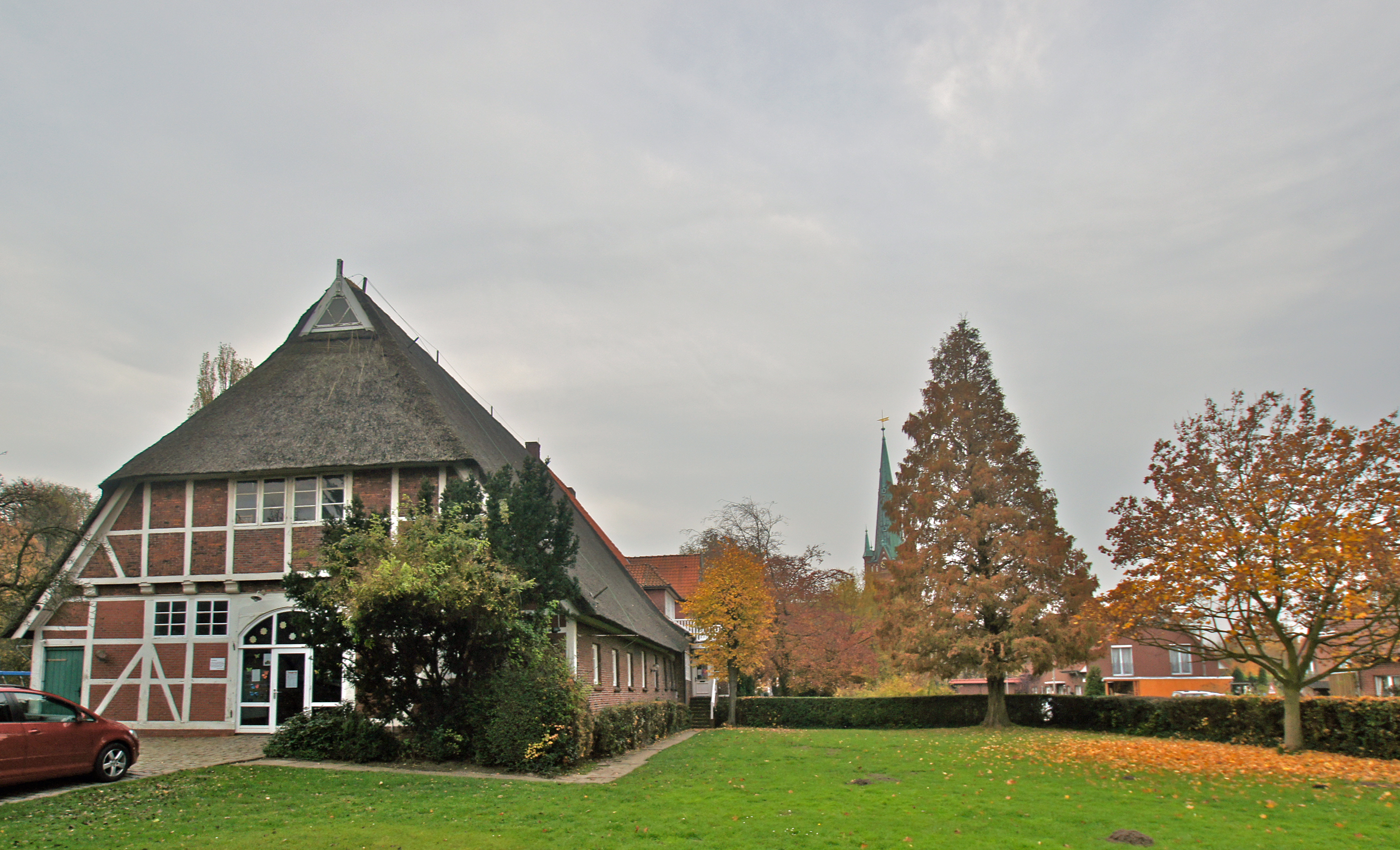
Pastorie van Moorfleet

## Geschiedenis
Het gebied is sinds eind 12e eeuw bewoond. In 1331 wordt het als kerkdorp vernoemd. In 1395 werd het samen met andere dorpen door de stad Hamburg gekocht om de controle te houden over de scheepvaart op de Elbe. Aanvankelijk werd hier vooral hop en gerst geteeld voor de Hamburgse brouwerijen.
Het dorp had zwaar te lijden onder de Dertigjarige Oorlog. Daarna werd overgeschakeld op groententeelt.
Tussen 1741 en 1771 had het dorp te lijden onder meerdere overstromingen door stormvloed.
In 1813 werd het dorp door het Napoleontisch leger geplunderd en vervolgens platgebrand.
Vanaf midden 19e eeuw ontwikkelde zich een groot industriegebied dat in 1913 het afzonderlijk stadsdeel Billbrook werd. Aan de noordwestzijde ontstond dan weer een groot woongebied dat vanaf 1894 het stadsdeel Rothenburgsort werd.
De geallieerde bombardementen van oktober 1944 vernielden vele huizen.
Vanaf 1948 werd de Bille-wijk gebouwd voor ongeveer 800 bewoners. Dit is later ( rond 1990) een groot milieuschandaal geworden omdat deze wijk werd gebouwd op sterk vervuild baggerslib. De wijk diende bijna volledig ontruimd, afgebroken en gesaneerd. Nu is daar onder andere een golfterrein.
In 1962 had Moorfleet opnieuw te lijden onder zware overstromingen.
Tussen 1975 en 1981 werd de Bundesautobahn 25 gebouwd met de verkeerswisselaar Dreieck Hamburg-Südost.
Allermöhe · Altengamme · Bergedorf · Billwerder · Curslack · Kirchwerder · Lohbrügge · Moorfleet · Neuengamme · Ochsenwerder · Reitbrook · Spadenland · Tatenberg